# Marie Keyrouz
Sor Marie Keyrouz (Líbano, 1963) es una religiosa maronita y cantante, conocida por sus interpretaciones de música sacra medieval y oriental.
Afincada en Beirut, su experiencia vital, marcada por la tragedia de un país en guerra, se vio empujada por la convicción de que la música sacra podía ser un instrumento eficaz para construir la paz.
En poco tiempo, apenas tres años, bajo sus auspicios, nació l'Ensemble de la Paix, orquesta de músicos, instrumentistas, compositores o cantantes de Próximo y Medio Oriente. Con su actividad musical, los integrantes de la orquesta, que proceden de todos los credos y ritos existentes en la región,  forman un ejemplo vivo de colaboración transportable a la sociedad.
La hermana Marie Keyrouz, poseedora de una sensibilidad y una voz sobrecogedoras, dedica su vocación religiosa, a través de la proyección pública de su actividad, a la construcción de la paz.
Colaboró con Marcel Peres y el Ensemble Organum como parte del equipo de trabajo de canto ambrosiano (CD Chants de l'eglise Milenaise).
Es doctora en musicología y antropología religiosa por la Universidad de París IV - La Sorbona. 
Ha realizado estudios en ciencias religiosas por l'Université Saint Joseph de Beirut; así como en música: canto sagrado oriental (bizantino, siríaco, etc), gregoriano, canto occidental (oratorio, ópera) y canto árabe clásico, música sagrada y musicología litúrgica por l'Université du Saint Spiritu du Kaslik.
Es fundadora y directora de l'Ensemble de la Paix, y del Instituto Internacional del Canto Sacro de París.